# Alpiner Skieuropacup 2019/20
Die Saison 2019/2020 des Alpinen Skieuropacups begann für die Damen am 29. November 2019 in Trysil und für die Herren am 29. November in Funäsdalen. Sie endete vorzeitig am 29. Februar 2020, da alle ausstehenden Rennen unter das Veranstaltungsverbot fielen, das am 10. März von der österreichischen Bundesregierung wegen der COVID-19-Pandemie erlassen worden war.

## Europacupwertungen

### Gesamtwertung
| Rang | Athlet              | Punkte |
| ---- | ------------------- | ------ |
| 1    | Atle Lie McGrath    | 1081   |
| 2    | Raphael Haaser      | 648    |
| 3    | Niklas Köck         | 523    |
| 4    | Alexander Prast     | 475    |
| 5    | Sebastian Holzmann  | 404    |
| 6    | Julian Rauchfuss    | 402    |
| 7    | Roberto Nani        | 401    |
| 8    | Federico Liberatore | 351    |
| 9    | Patrick Feurstein   | 348    |
| 10   | Tommaso Sala        | 336    |

| Rang | Athletin                | Punkte |
| ---- | ----------------------- | ------ |
| 1    | Nadine Fest             | 1116   |
| 2    | Rosina Schneeberger     | 763    |
| 3    | Jessica Hilzinger       | 760    |
| 4    | Sara Rask               | 630    |
| 5    | Rahel Kopp              | 541    |
| 6    | Valentina Cillara Rossi | 532    |
| 7    | Ida Dannewitz           | 494    |
| 8    | Jasmina Suter           | 490    |
| 9    | Tuva Norbye             | 413    |
| 10   | Marta Rossetti          | 402    |

### Abfahrt
| Rang | Athlet                | Punkte |
| ---- | --------------------- | ------ |
| 1    | Valentin Giraud Moine | 315    |
| 2    | Niklas Köck           | 260    |
| 3    | Daniel Hemetsberger   | 226    |
| 4    | Nils Alphand          | 213    |
| 5    | Davide Cazzaniga      | 210    |

| Rang | Athletin                | Punkte |
| ---- | ----------------------- | ------ |
| 1    | Nadine Fest             | 380    |
| 2    | Rosina Schneeberger     | 290    |
| 3    | Rahel Kopp              | 230    |
| 4    | Juliana Suter           | 185    |
| 5    | Valentina Cillara Rossi | 183    |

### Super-G
| Rang | Athlet           | Punkte |
| ---- | ---------------- | ------ |
| 1    | Raphael Haaser   | 373    |
| 2    | Alexander Prast  | 321    |
| 3    | Niklas Köck      | 244    |
| 4    | Atle Lie McGrath | 196    |
| 5    | Ralph Weber      | 165    |

| Rang | Athletin            | Punkte |
| ---- | ------------------- | ------ |
| 1    | Nadine Fest         | 500    |
| 2    | Ida Dannewitz       | 273    |
| 3    | Jasmina Suter       | 243    |
| 4    | Rahel Kopp          | 212    |
| 5    | Rosina Schneeberger | 192    |

### Riesenslalom
| Rang | Athlet                 | Punkte |
| ---- | ---------------------- | ------ |
| 1    | Atle Lie McGrath       | 427    |
| 2    | Roberto Nani           | 401    |
| 3    | Patrick Feurstein      | 348    |
| 4    | Fabian Wilkens Solheim | 290    |
| 5    | Bastian Meisen         | 244    |

| Rang | Athletin                | Punkte |
| ---- | ----------------------- | ------ |
| 1    | Sara Rask               | 350    |
| 2    | Doriane Escané          | 349    |
| 3    | Elisa Mörzinger         | 319    |
| 4    | Marte Monsen            | 317    |
| 5    | Valentina Cillara Rossi | 206    |

### Slalom
| Rang | Athlet              | Punkte |
| ---- | ------------------- | ------ |
| 1    | Sebastian Holzmann  | 404    |
| 2    | Atle Lie McGrath    | 358    |
| 3    | Federico Liberatore | 351    |
| 4    | Marc Rochat         | 264    |
| 5    | Anton Tremmel       | 257    |

| Rang | Athletin          | Punkte |
| ---- | ----------------- | ------ |
| 1    | Jessica Hilzinger | 510    |
| 2    | Marta Rossetti    | 402    |
| 3    | Martina Peterlini | 385    |
| 3    | Elena Stoffel     | 385    |
| 5    | Joséphine Forni   | 282    |

### Kombination
| Rang | Athlet            | Punkte |
| ---- | ----------------- | ------ |
| 1    | Robin Buffet      | 136    |
| 2    | Atle Lie McGrath  | 100    |
| 3    | Semyel Bissig     | 86     |
| 4    | Giovanni Franzoni | 80     |
| 4    | Florian Loriot    | 80     |

| Rang | Athletin                  | Punkte |
| ---- | ------------------------- | ------ |
| 1    | Nadine Fest               | 180    |
| 2    | Jessica Hilzinger         | 110    |
| 3    | Kristina Riis-Johannessen | 100    |
| 4    | Ida Dannewitz             | 93     |
| 5    | Rosina Schneeberger       | 92     |

## Podestplatzierungen Herren

### Abfahrt
| Datum      | Ort             | 1. Platz                                 | 2. Platz                                 | 3. Platz                                 |
| ---------- | --------------- | ---------------------------------------- | ---------------------------------------- | ---------------------------------------- |
| 10.01.2020 | Wengen (CHE)    | Stefan Rogentin                          | Valentin Giraud Moine                    | Ralph Weber                              |
| 11.01.2020 | Wengen (CHE)    | Davide Cazzaniga                         | Henri Battilani                          | Ralph Weber                              |
| 24.01.2020 | Orcières (FRA)  | Niklas Köck                              | Daniel Hemetsberger                      | Valentin Giraud Moine                    |
| 25.01.2020 | Orcières (FRA)  | Nils Alphand                             | Cedric Ochsner                           | Niklas Köck                              |
| 05.02.2020 | Saalbach (AUT)  | Rennen auf den 17. März 2020 verschoben. | Rennen auf den 17. März 2020 verschoben. | Rennen auf den 17. März 2020 verschoben. |
| 06.02.2020 | Saalbach (AUT)  | Rennen auf den 18. März 2020 verschoben. | Rennen auf den 18. März 2020 verschoben. | Rennen auf den 18. März 2020 verschoben. |
| 28.02.2020 | Kvitfjell (NOR) | Valentin Giraud Moine                    | Jared Goldberg                           | Ken Caillot                              |
| 29.02.2020 | Kvitfjell (NOR) | Jared Goldberg                           | Alexander Köll                           | Stefan Rieser                            |
| 17.03.2020 | Saalbach (AUT)  | Wegen der COVID-19-Pandemie abgesagt.    | Wegen der COVID-19-Pandemie abgesagt.    | Wegen der COVID-19-Pandemie abgesagt.    |
| 18.03.2020 | Saalbach (AUT)  | Wegen der COVID-19-Pandemie abgesagt.    | Wegen der COVID-19-Pandemie abgesagt.    | Wegen der COVID-19-Pandemie abgesagt.    |

### Super-G
| Datum      | Ort                  | 1. Platz                                                           | 2. Platz                                                           | 3. Platz                                                           |
| ---------- | -------------------- | ------------------------------------------------------------------ | ------------------------------------------------------------------ | ------------------------------------------------------------------ |
| 10.12.2019 | Santa Caterina (ITA) | Ralph Weber                                                        | Niklas Köck                                                        | Nils Alphand                                                       |
| 12.12.2019 | Zinal (SUI)          | Niklas Köck                                                        | Stefan Babinsky                                                    | Alexander Prast                                                    |
| 12.12.2019 | Zinal (SUI)          | Alexander Prast                                                    | Urs Kryenbühl                                                      | Arnaud Boisset                                                     |
| 26.01.2020 | Orcières (FRA)       | Rennen abgesagt. Nachholtermin am 14. Februar 2020 in Sella Nevea. | Rennen abgesagt. Nachholtermin am 14. Februar 2020 in Sella Nevea. | Rennen abgesagt. Nachholtermin am 14. Februar 2020 in Sella Nevea. |
| 12.02.2020 | Sella Nevea (ITA)    | Raphael Haaser                                                     | Atle Lie McGrath                                                   | Alexander Prast                                                    |
| 13.02.2020 | Sella Nevea (ITA)    | Mathieu Faivre                                                     | Raphael Haaser                                                     | Guglielmo Bosca                                                    |
| 14.02.2020 | Sella Nevea (ITA)    | Raphael Haaser                                                     | Atle Lie McGrath                                                   | Stefan Rieser                                                      |
| 18.03.2020 | Saalbach (AUT)       | Wegen der COVID-19-Pandemie abgesagt.                              | Wegen der COVID-19-Pandemie abgesagt.                              | Wegen der COVID-19-Pandemie abgesagt.                              |

### Riesenslalom
| Datum      | Ort                      | 1. Platz                              | 2. Platz                              | 3. Platz                              |
| ---------- | ------------------------ | ------------------------------------- | ------------------------------------- | ------------------------------------- |
| 02.12.2019 | Trysil (NOR)             | Fabian Wilkens Solheim                | Atle Lie McGrath                      | Daniele Sette                         |
| 03.12.2019 | Trysil (NOR)             | Fabian Wilkens Solheim                | Tommaso Sala                          | Roberto Nani                          |
| 18.01.2020 | Kirchberg in Tirol (AUT) | Stefan Brennsteiner                   | Patrick Feurstein                     | Stefan Luitz                          |
| 19.01.2020 | Kirchberg in Tirol (AUT) | Giovanni Borsotti Stefan Brennsteiner |                                       | Alexander Andrijenko                  |
| 28.01.2020 | Méribel (FRA)            | Patrick Feurstein                     | Fabian Wilkens Solheim                | Léo Anguenot                          |
| 30.01.2020 | Méribel (FRA)            | Patrick Feurstein                     | Atle Lie McGrath                      | Thomas Dorner                         |
| 08.02.2020 | Berchtesgaden (GER)      | Roberto Nani                          | Raphael Haaser                        | Patrick Haugen Veisten                |
| 20.02.2020 | Jasná (SVK)              | Atle Lie McGrath                      | Bastian Meisen                        | Roberto Nani                          |
| 21.02.2020 | Jasná (SVK)              | Rennen abgesagt.                      | Rennen abgesagt.                      | Rennen abgesagt.                      |
| 21.03.2020 | Reiteralm (AUT)          | Wegen der COVID-19-Pandemie abgesagt. | Wegen der COVID-19-Pandemie abgesagt. | Wegen der COVID-19-Pandemie abgesagt. |

### Slalom
| Datum      | Ort                 | 1. Platz                                                                                                | 2. Platz                                                                                                | 3. Platz                                                                                                |
| ---------- | ------------------- | --- | --- | --- |
| 29.11.2019 | Funäsdalen (SWE)    | Linus Straßer                                                                                           | Istok Rodeš                                                                                             | Kristoffer Jakobsen                                                                                     |
| 30.11.2019 | Funäsdalen (SWE)    | Tommaso Sala                                                                                            | Lucas Braathen                                                                                          | Linus Straßer                                                                                           |
| 16.12.2019 | Fassatal (ITA)      | Tommaso Sala                                                                                            | Jonathan Nordbotten                                                                                     | Atle Lie McGrath                                                                                        |
| 18.12.2019 | Obereggen (ITA)     | Nach 64 Rennläufern im ersten Durchgang musste das Rennen wegen aufgeweichter Piste abgebrochen werden. | Nach 64 Rennläufern im ersten Durchgang musste das Rennen wegen aufgeweichter Piste abgebrochen werden. | Nach 64 Rennläufern im ersten Durchgang musste das Rennen wegen aufgeweichter Piste abgebrochen werden. |
| 05.01.2020 | Vaujany (FRA)       | Anton Tremmel                                                                                           | Sebastian Holzmann                                                                                      | Julian Rauchfuss                                                                                        |
| 06.01.2020 | Vaujany (FRA)       | Federico Liberatore                                                                                     | Atle Lie McGrath                                                                                        | Julian Rauchfuss                                                                                        |
| 31.01.2020 | Jaun (SUI)          | Sebastian Holzmann                                                                                      | Marc Rochat                                                                                             | Adrian Pertl                                                                                            |
| 01.02.2020 | Jaun (SUI)          | Adrian Pertl                                                                                            | Atle Lie McGrath                                                                                        | Federico Liberatore                                                                                     |
| 09.02.2020 | Berchtesgaden (GER) | Federico Liberatore                                                                                     | Atle Lie McGrath                                                                                        | Julian Rauchfuss                                                                                        |
| 10.02.2020 | Berchtesgaden (GER) | Rennen abgesagt.                                                                                        | Rennen abgesagt.                                                                                        | Rennen abgesagt.                                                                                        |
| 22.03.2020 | Reiteralm (AUT)     | Wegen der COVID-19-Pandemie abgesagt.                                                                   | Wegen der COVID-19-Pandemie abgesagt.                                                                   | Wegen der COVID-19-Pandemie abgesagt.                                                                   |

### Kombination
| Datum      | Ort                  | 1. Platz         | 2. Platz          | 3. Platz        |
| ---------- | -------------------- | ---------------- | ----------------- | --------------- |
| 09.12.2019 | Santa Caterina (ITA) | Robin Buffet     | Florian Loriot    | Tobias Hedström |
| 14.02.2020 | Sella Nevea (ITA)    | Atle Lie McGrath | Giovanni Franzoni | Luca Aerni      |

### Parallelslalom
| Datum      | Ort             | 1. Platz      | 2. Platz      | 3. Platz      |
| ---------- | --------------- | ------------- | ------------- | ------------- |
| 21.12.2019 | Kronplatz (ITA) | Pirmin Hacker | Adrian Meisen | Thomas Dorner |

## Podestplatzierungen Damen

### Abfahrt
| Datum      | Ort                 | 1. Platz                                                   | 2. Platz                                                   | 3. Platz                                                   |
| ---------- | ------------------- | ---------------------------------------------------------- | ---------------------------------------------------------- | ---------------------------------------------------------- |
| 19.12.2019 | Fassatal (ITA)      | Rennen abgesagt. Nachholtermin am 5. Februar 2020 in Pila. | Rennen abgesagt. Nachholtermin am 5. Februar 2020 in Pila. | Rennen abgesagt. Nachholtermin am 5. Februar 2020 in Pila. |
| 20.12.2019 | Fassatal (ITA)      | Rennen abgesagt.                                           | Rennen abgesagt.                                           | Rennen abgesagt.                                           |
| 21.01.2020 | St. Anton (AUT)     | Nadine Fest                                                | Rosina Schneeberger                                        | Karen Clément                                              |
| 22.01.2020 | St. Anton (AUT)     | Nadine Fest                                                | Juliana Suter                                              | Valentina Cillara Rossi                                    |
| 05.02.2020 | Pila (ITA)          | Rahel Kopp                                                 | Ania Caill                                                 | Esther Paslier                                             |
| 05.02.2020 | Pila (ITA)          | Rennen abgesagt.                                           | Rennen abgesagt.                                           | Rennen abgesagt.                                           |
| 13.02.2020 | Crans-Montana (SUI) | Nadine Fest                                                | Rahel Kopp                                                 | Rosina Schneeberger                                        |
| 15.02.2020 | Crans-Montana (SUI) | Rosina Schneeberger                                        | Nadine Fest                                                | Jasmina Suter                                              |

### Super-G
| Datum      | Ort                 | 1. Platz                              | 2. Platz                              | 3. Platz                              |
| ---------- | ------------------- | ------------------------------------- | ------------------------------------- | ------------------------------------- |
| 05.12.2019 | Kvitfjell (NOR)     | Nadine Fest                           | Ida Dannewitz                         | Lindy Etzensperger                    |
| 10.12.2019 | St. Moritz (SUI)    | Ida Dannewitz                         | Tessa Worley                          | Wendy Holdener                        |
| 11.12.2019 | St. Moritz (SUI)    | Tessa Worley                          | Nadine Fest                           | Wendy Holdener                        |
| 16.02.2020 | Crans-Montana (SUI) | Jasmina Suter                         | Nadine Fest                           | Rahel Kopp                            |
| 19.02.2020 | Sarntal (ITA)       | Nadine Fest                           | Julia Scheib                          | Rosina Schneeberger                   |
| 20.02.2020 | Sarntal (ITA)       | Nadine Fest                           | Maruša Ferk                           | Julia Scheib                          |
| 18.03.2020 | Saalbach (AUT)      | Wegen der COVID-19-Pandemie abgesagt. | Wegen der COVID-19-Pandemie abgesagt. | Wegen der COVID-19-Pandemie abgesagt. |

### Riesenslalom
| Datum      | Ort                    | 1. Platz                                                        | 2. Platz                                                        | 3. Platz                                                        |
| ---------- | ---------------------- | --------------------------------------------------------------- | --------------------------------------------------------------- | --------------------------------------------------------------- |
| 29.11.2019 | Trysil (NOR)           | Sara Rask                                                       | Rosina Schneeberger                                             | Simone Wild                                                     |
| 30.11.2019 | Trysil (NOR)           | Sara Rask                                                       | Asja Zenere                                                     | Elisa Mörzinger                                                 |
| 14.12.2019 | Andalo–Paganella (ITA) | Marte Monsen                                                    | Elisa Mörzinger                                                 | Asja Zenere                                                     |
| 15.12.2019 | Andalo–Paganella (ITA) | Elisa Mörzinger                                                 | Marte Monsen                                                    | Doriane Escané                                                  |
| 29.01.2020 | Morzine (FRA)          | Rennen abgesagt. Nachholtermin am 23. Februar 2020 in Folgaria. | Rennen abgesagt. Nachholtermin am 23. Februar 2020 in Folgaria. | Rennen abgesagt. Nachholtermin am 23. Februar 2020 in Folgaria. |
| 30.01.2020 | Morzine (FRA)          | Rennen abgesagt. Nachholtermin am 24. Februar 2020 in Folgaria. | Rennen abgesagt. Nachholtermin am 24. Februar 2020 in Folgaria. | Rennen abgesagt. Nachholtermin am 24. Februar 2020 in Folgaria. |
| 23.02.2020 | Folgaria (ITA)         | Mina Fürst Holtmann                                             | Sara Rask                                                       | Tina Robnik                                                     |
| 24.02.2020 | Folgaria (ITA)         | Mina Fürst Holtmann                                             | Doriane Escané                                                  | Ana Bucik                                                       |
| 27.02.2020 | Krvavec (SVN)          | Doriane Escané                                                  | Ana Bucik                                                       | Luisa Matilde Maria Bertani                                     |
| 28.02.2020 | Krvavec (SVN)          | Rennen abgesagt.                                                | Rennen abgesagt.                                                | Rennen abgesagt.                                                |
| 20.03.2020 | Reiteralm (AUT)        | Wegen der COVID-19-Pandemie abgesagt.                           | Wegen der COVID-19-Pandemie abgesagt.                           | Wegen der COVID-19-Pandemie abgesagt.                           |

### Slalom
| Datum      | Ort               | 1. Platz                              | 2. Platz                              | 3. Platz                              |
| ---------- | ----------------- | ------------------------------------- | ------------------------------------- | ------------------------------------- |
| 02.12.2019 | Funäsdalen (SWE)  | Jessica Hilzinger                     | Selina Egloff                         | Charlie Guest                         |
| 03.12.2019 | Funäsdalen (SWE)  | Jessica Hilzinger                     | Charlie Guest                         | Elsa Fermbäck                         |
| 17.01.2020 | Zell am See (AUT) | Marta Rossetti                        | Elena Stoffel                         | Lara Della Mea                        |
| 18.01.2020 | Zell am See (AUT) | Jessica Hilzinger                     | Elena Stoffel                         | Lara Della Mea                        |
| 23.01.2020 | Hasliberg (SUI)   | Charlie Guest                         | Marta Rossetti                        | Martina Peterlini                     |
| 24.01.2020 | Hasliberg (SUI)   | Martina Peterlini                     | Meta Hrovat                           | Ana Bucik                             |
| 29.02.2020 | Bad Wiessee (GER) | Martina Peterlini                     | Elena Stoffel                         | Sara Rask                             |
| 01.03.2020 | Bad Wiessee (GER) | Elena Stoffel                         | Lara Della Mea                        | Jessica Hilzinger                     |
| 22.03.2020 | Reiteralm (AUT)   | Wegen der COVID-19-Pandemie abgesagt. | Wegen der COVID-19-Pandemie abgesagt. | Wegen der COVID-19-Pandemie abgesagt. |

### Kombination
| Datum      | Ort             | 1. Platz                  | 2. Platz      | 3. Platz                              |
| ---------- | --------------- | ------------------------- | ------------- | ------------------------------------- |
| 06.12.2019 | Kvitfjell (NOR) | Nadine Fest               | Ida Dannewitz | Jessica Hilzinger Rosina Schneeberger |
| 21.02.2020 | Sarntal (ITA)   | Kristina Riis-Johannessen | Nadine Fest   | Ana Bucik                             |

### Parallelslalom
| Datum      | Ort             | 1. Platz       | 2. Platz       | 3. Platz    |
| ---------- | --------------- | -------------- | -------------- | ----------- |
| 21.12.2019 | Kronplatz (ITA) | Emelie Henning | Martina Ostler | Tuva Norbye |